# 風のクロノア door to phantomile
『風のクロノア door to phantomile』（かぜのクロノア ドア トゥ ファントマイル、欧米版タイトル：Klonoa: Door to Phantomile）は、1997年12月11日にナムコ（のちバンダイナムコエンターテインメント）より発売されたPlayStation用2.5Dアクションゲームソフト。風のクロノアシリーズ第1作。2005年7月21日発売のPlayStation 2用ソフト『ナムコレクション』に収録されたほか、2011年7月6日よりゲームアーカイブスで配信されている。
2008年10月1日には、携帯電話向けサイト「ナムコ・ゲームス」にて、PS版をベースとしたiアプリ移植版、2009年2月2日にはS!アプリ版がそれぞれ配信された。
2008年12月4日、グラフィックを全面的にリニューアルしてシステムを再調整したリメイクとして、Wii版が発売された。
Wii版をベースにキャラクターモデル、背景の色彩、ゲーム中のムービーをPlayStation版に寄せた本作と『風のクロノア2 〜世界が望んだ忘れもの〜』のリマスター版を収録した『風のクロノア 1&2アンコール』が2022年にマルチプラットフォームで発売された。

## 概要
クロノアを主人公に、ヒューポーが宿ったリングから射出する風玉で敵キャラクターを風船のように膨らませ、その敵を使ってジャンプしたり、別の敵や仕掛けにぶつけることで進んでいくアクションゲーム。操作は2Dの横スクロールアクションだが、3DCGで表現されており、フィールドに奥や手前の奥行きの概念があったり、進む毎にカメラアングルが大きく変化したりと、3Dならではの構成になっている。
その後、シリーズ化された（ストーリー上の繋がりはないものの、キャラクターやシステムなどは継承されている）。

## ストーリー
"夢"が世界の原動力となる世界「ファントマイル」にある風の村ブリーガルに、少年クロノアはじっちゃんと一緒に暮らしていた。
ある朝。朝の目覚めと共に思い出せなくなるはずの夢が、その日に限ってなぜかハッキリと覚えていることを不思議に思いつつ外を見たクロノアは、小高い丘の上に何かが墜落してきたことに気付く。そしてそれは、夢で見た光景と同じだった。好奇心旺盛なクロノアはいてもたってもいられず、相棒である幼馴染のリングの精ヒューポーと共に丘を目指して駆け出すのだった。

## キャラクター

### ボスキャラクター
ロンゴ ランゴ
ビジョン1-2のボスで、太い2本の腕と細い尻尾が特徴的な巨大幻獣。ジョーカーがクロノアを倒すべく差し向けてくる。衝撃波や巨体を用いた圧し掛かり攻撃などを仕掛ける。おしり（背中側）が弱点。
エヴィルシードフ&エヴィルパメラ
ビジョン2-2のボス。ガディウスに操られたシードフ王とパメラ。攻撃のほとんどはエヴィルパメラに任せており、エヴィルパメラ自身はクロノアを狙って水の中から飛び出し、泡を降らせて攻撃する。
ゲルグ ボルム
ビジョン3-2のボス。左右に硬い殻が付いた植物のような姿をした巨大幻獣で、ロンゴ ランゴ同様ジョーカーが差し向けてくる。突進と大ジャンプによる押しつぶし、巨大化する種のような玉を転がして攻撃する。弱点は頭上（殻の隙間）。
バラディウム
ビジョン4-2のボス。ジョーカーが去り際に放った、翅の生えたコブラのような姿をした巨大幻獣。翅の根元の色が変化するごとに違った攻撃を仕掛けてくる（青→柱を大量に放つなど）。また、このボスとの戦闘の際に流れるBGM「Baladium's Drive」は人気が高く、Wii版のTVCMにも使用された。リメイク版では公式イラストに近いデザインになっている。弱点は胸部（8つの蛍光体）。
ジョーカー
ビジョン5-2のボスで、闇の力を得たジョーカー。普段は巨大化したジョーカーの姿だが、日食が起こると無敵のビーストジョーカーに変身する。床の色を全て元に戻して変身を解かなければ、ダメージを与えられない。ジョーカーの時はあまり攻撃して来ないが、ビーストジョーカー時には刺の生えた鰭を使い、激しい攻撃を仕掛ける。
ガディウス
ビジョン6-2のボス。頭の色が変化するごとに、攻撃パターンを変えてくる（青→マントから火の玉とデスムゥを出す、赤→デスムゥの付いた赤い物体を飛ばす、緑→デスムゥの入ったトライアングル型の物体を投げる）。また、各攻撃時にある光る弾に触れると、輪の外側に出されてしまう。
ナハトゥム
本作の最終ボス。醜い姿をした悪夢の結晶で、他のボスと違い「体外→体内→再び体外」の順番で進む三連戦となっている。
最初の戦いでは、背中からデスムゥとよろいデスムゥを吐き出し、地面を殴って衝撃波を出し、舌を伸ばして攻撃、体内では背景の顔の目からクロノアを追いかけながらレーザーを放ち、最後の戦いでは背中からよろいデスムゥを吐き、吸い込みで足場を破壊し、身体から虹色の衝撃波を数発放ってくる。また、Wii版ではこれに加え、背中から火炎弾を発射し落としてくる攻撃が追加されており、リメイク版で唯一攻撃技が追加されたボスとなっている。
なお2度の体外戦では5発ある月の大砲すべてに砲弾代わりの敵を送るのが目的であり、それまでのボス戦と違いプレイ中クロノア自身は一度もナハトゥムに攻撃しない（ただしストーリー上はクロノアがナハトゥムにとどめをさしている）。

## Wii版の追加および変更点
- グラフィックはWii用に作り直された。クロノアのデザインも続編移行に近い頭身と服装に、その他キャラクターもデザインがリファインされた他PS版のキャラクターグラフィックは2Dであったのに対して、Wii版はフル3DCGになっている。

- BGMはPS版をベースにアレンジされ、新しいBGMが追加された。
- キャラクターボイスはファントマイル語に加えて、新たに日本語版を収録し完全フルボイスで収録された。また、クロノアを除く担当声優が変更された。
- 左右に反転したミラーモードが追加された。ミラーモードのステージ中に高難度の新規エリアへの入口が用意され、ステージ数は大幅に増えた。
- 新たにクロノアの服を変えることができるコスチュームが追加された。
- ストーリーデモの台詞の改訂、および『2』以降で実装された操作説明が追加された。
- ゲームに登場したキャラクター（敵も含む）の容姿をそれぞれ眺めることができるモデルビューアが追加された。
- ストーリー中のイベント部分を見ることができるデモビューアが追加された。
- ゲーム中に登場したボスをどれだけ早く倒すことができるか挑戦できるボスタイムアタックモードが追加された。
- クロノアの体力が6個から10個になって、難易度が下がった。
- PS版のステージセレクトはゲームクリア後でしかできなかったが、Wii版は最初からステージセレクトができる状態で1度クリアしたステージをすぐに再プレイできるようになった。
- PS版にあったムービーはプリレンダムービーだったのに対して、Wii版は全てリアルタイムで描画している。
- 風だまの射程がPS版より長くなった。
- 海外版ではWiiリモコンを振ることで敵キャラクターの動きを一定時間スローにできる「Whirlwind」（つむじ風）が追加された。

## 風のクロノア 1&2アンコール版のWii版からの追加および変更点
- 主要キャラクターのデザインがPS版を3DCGで再現したものに変更された（敵キャラクターの多くは変更されていない）。
- ステージの色彩がWii版の暗めの色調から、PS版に近い明るめの色調に変更された（ステージの３Dモデルの多くはWii版から変更されていない）。
- イベント部分（パペットDISP.）のキャラクターボイスがPS版に変更された。ストーリーデモの台詞の改訂はされず、PS版のままとなっている。PS版のムービーシーンにあたる箇所（オープニング・エンディングなど）はWii版のものを引き続き採用している（本作のヒューポーはPS版・Wii版両方のボイスが混在している）。
- 続編に採用されていたサポートモードが逆輸入された。2Pがヒューポーを操作し、クロノアのジャンプを高くしたり、穴に落ちそうになったクロノアを上に弾くことができる。
- 難易度選択が以下の3つから可能になった。
  - イージー ‐ 体力が18個、ライフが無限、風だまの射程がWii版相当
  - ノーマル ‐ PS版相当の難易度
  - ハード ‐ 体力が1個、ライフが1個、風だまの射程がPS版相当。ノーミスクリア前提の難易度。クリア後に解禁される。
- ステージマップの画面構成・デザインがPS版を再現したものに変更された。
- 日本語ボイス、モデルビューア、デモビューア、ボスタイムアタックモード、ミラーモードが廃止された。
- コスチュームがオプションに移動、選べるコスチュームが変更された。
- オプションにオートセーブ、ドット風フィルターが追加された。

## 受賞歴
- CESA'97キャラクター部門賞受賞